# Ли (ритуал)
Ли (кит. трад. 禮, упр. 礼, пиньинь Lǐ) — ключевая категория китайской философии, в особенности конфуцианства. Список русских переводов этого понятия включает такие варианты как благопристойность, этикет, этика, ритуал, церемонии. Главная сложность определения этого понятия заключается в том, что китайские философы вкладывали в него не только правильное поведение (этикет, церемония), но и те мировоззренческие устои, из которых правильное поведение проистекает. То есть это не только почтительность, проявляемая к старшим, но и понимание того, какую роль играют старшие в обществе, понимание того, что почтительность к старшим необходима. И уже из этого понимания с неизбежностью проистекает правильное, почтительное поведение. При этом ни о каком отходе от ли речи и быть не может — всякий его носитель точно осознаёт, что следование этим нормам не просто нужно и необходимо, оно ещё и наиболее близко природе человека как такового.
В древнейших литературных памятниках (Ши цзин, Шу цзин) эта категория обозначала обряды, дающие возможность преодолеть политические конфликты и отражающие единство мира.
Конфуцианство рассматривало ритуал Ли как мерило в управлении государством и самосовершенствовании. Цзо чжуань приводит несколько формулировок этого понятия, а Лунь юй — многочисленные примеры его использования. По определению Сюнь-цзы, ритуал Ли использовался для преодоления вожделений.
Актуальность понятия ритуал в классическом Китае была связана с интеллектуальным кризисом, вызванным разложением исторического уклада эпохи Чжоу. Ритуал Ли играл важную роль в уходящую эпоху: он оформлял отношения внутри кланов и между ними, а также закреплял нормы поведения с гостями и «варварами». Как таковой, ритуал подвергался насмешкам со стороны моистов и легистов (эпоха Воюющих царств), которые считали ритуальные средства управления недостаточными. Искусственность ритуала также вызывала нападки со стороны даосов — приверженцев естественности.
Классическими источниками по практике ритуала признаются три текста: «Чжоу ли», «Ли цзи», «И ли».